# 拉基
拉基（法語：Lacquy，法語發音：[laki]）是法国朗德省的一个市镇，位于该省东部，属于蒙德马桑区。

## 地理
拉基（43°57'3"N, 0°16'27"W）面积19.28 平方千米，位于法国新阿基坦大区朗德省，该省份为法国西南部沿海省份，是法國本土面积第二大的省，北起吉倫特省，西临大西洋，南至大西洋比利牛斯省，东临热尔省，东北与洛特-加龍省接壤。
与拉基接壤的市镇（或旧市镇、城区）包括：勒弗雷什、普伊代索、圣富瓦、圣瑞斯坦、马尔桑新城。

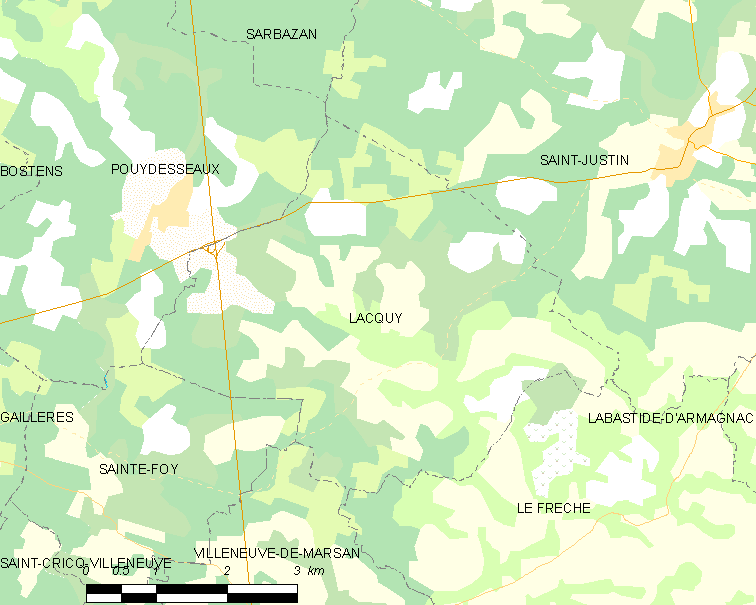
拉基的OSM定位图

拉基的时区为UTC+01:00、UTC+02:00（夏令时）。

## 行政
拉基的邮政编码为40120，INSEE市镇编码为40137。

## 政治
拉基所属的省级选区为阿杜尔-阿马尼亚克县。

## 人口

1962-2008年间拉基人口变化图示

拉基于2022年1月1日时的人口数量为288人。